# Трифосфид пентаниобия
Трифосфид пентаниобия — неорганическое соединение металла ниобия и фосфора 
с формулой Nb5P3,
тёмно-серые кристаллы,
не растворимые в воде.

## Получение
- Спекание порошкообразного ниобия и красного фосфора:

{\displaystyle {\mathsf {5Nb+3P\ {\xrightarrow {750^{o}C}}\ Nb_{5}P_{3}}}}

## Физические свойства
Трифосфид пентаниобия образует тёмно-серые кристаллы
ромбической сингонии
пространственная группа P nma,
параметры ячейки a = 2,5384 нм, b = 0,3433 нм, c = 1,1438 нм, Z = 8
.
Не растворяется в воде.